# Тряпинська сільська рада
Тря́пинська сільська рада (рос. Тряпинский сельский совет) — муніципальне утворення у складі Аургазинського району Башкортостану, Росія. Адміністративний центр — село Тряпино.

## Населення
Населення — 795 осіб (2019, 1020 в 2010, 1114 в 2002).

## Склад
До складу поселення входять такі населені пункти:
| Населений пункт         | Населення, осіб (2002) | Населення, осіб (2010) |
| ----------------------- | ---------------------- | ---------------------- |
| Веселовка, присілок     | 63                     | 77                     |
| Заїтово, присілок       | 200                    | 178                    |
| Малий Нагадак, присілок | 204                    | 175                    |
| Новогуровка, присілок   | 104                    | 93                     |
| Новотроїцьке, присілок  | 5                      | 0                      |
| Толмачевка, присілок    | 50                     | 45                     |
| Тряпино, село           | 488                    | 452                    |